# Lacul Pietrele
Lacul Pietrele este un lac glaciar situat în Parcul Național Retezat din Munții Retezat (Carpații Meridionali, România), la o altitudine de 1990 m. Are o suprafață de 0,40 hectare.
Se află pe unul dintre cele mai cunoscute trasee de acces către Lacul Bucura. Este un loc de popas preferat de turiștii care urcă de la cabana Pietrele spre vârfurile Bucura II, Stănișoara și Custura Bucurii.